# Bloodhound Gang
Bloodhound Gang är ett amerikanskt postgrunge och rapcore band från orten King of Prussia, Pennsylvania. Bandet bildades 1994 och är känt för sina humoristiska, obscena och stötande låttexter. De tar upp kontroversiella ämnen som sex, våldtäkter och incest. Bandet brukar ofta lägga in små referenser till den amerikanska popkulturen i sina texter. De gör parodi på popkulturen och det finns även metaforer, liknelser och ordlekar som:
- "Times New Roman, you know the type"
- "Power drill the yippie bog"
- "I'm kinda like Han Solo always stroking my own wookiee"
- "Like the Jim Jones cult, I'll take you out with one punch"
- "You and me, baby ain't nothing but mammals. So let's do it like they do on the Discovery Channel"
- "I'm not black like Barry White, no I am white like Frank Black is"

Bloodhound Gang började som ett Depeche Mode-cover-/tributband under namnet "Bang Chamber 8".
Välkända låtar av gruppen är "The Bad Touch " och "Fire Water Burn".

## Gruppmedlemmar

### Senaste medlemmar
- Jimmy Pop Ali (född James Franks) – sång (1988–2015), rytmgitarr (1993–2015), sologitarr (1988–1994)
- DJ Q-Ball – keyboard, synthesizer, turntable, sampling, bakgrundssång (1995–2015)
- Evil Jared Hasselhoff – basgitarr, bakgrundssång (1995–2015)
- Adam "The Yin" Perry – trummor, percussion, bakgrundssång (2006–2015)
- Daniel P Carter – sologitarr (2009–2015)

### Tidigare medlemmar
- Daddy Long Legs (Michael Bowe) – basgitarr, sång (1988–1995)
- Bubba K. Love (Kyle Seifert) – turntable, sång (1992–1993)
- Foof (Jack Vandergrift) – trummor, sång (1992)
- Skip O'Pot2Mus (Buzz) – trummor (1992–1995)
- Lupus Thunder (Matthew Stigliano) – turntable (1992–1995), sologitarr (1995–2008)
- M.S.G. (Matthew Clarke) – turntable (1994–1995)
- Tard-E-Tard – turntable (1995)
- Spanky G (Michael Joseph Guthier) – trummor (1995–1999)
- Willie The New Guy (William Brehony) – trummor (1999–2006)

## Diskografi

### Album
- 1995 – Use your Fingers
- 1996 – One Fierce Beer Coaster
- 2000 – Hooray for Boobies
- 2005 – Hefty Fine
- 2015 – Hard-Off

### Singlar
- 1995 – "Mama Say"
- 1997 – "Fire Water Burn"
- 1997 – "Kiss Me Where It Smells Funny"
- 1997 – "I Wish I Was Queer So I Could Get Chicks"
- 1997 – "Why's Everybody Always Pickin' On Me?"
- 1998 – "Your Only Friends Are Make Believe"
- 1999 – "Along Comes Mary"
- 1999 – "The Bad Touch"
- 2000 – "The Ballad of Chasey Lain"
- 2000 – "Mope (singel av Bloodhound Gang)"
- 2001 – "The Inevitable Return of the Great White Dope"
- 2005 – "Foxtrot Uniform Charlie Kilo"
- 2005 – "Uhn Tiss Uhn Tiss Uhn Tiss"
- 2006 – "No Hard Feelings"
- 2007 – "Screwing You on a Beach at Night"
- 2010 – "Altogether Ooky"
- 2014 – "Chew Toy"